# RBP2
La proteína de unión al retinol 2 ( RBP2 ) es una proteína que en los seres humanos está codificada por el gen RBP2 .

## Función
La RBP2 es una proteína abundante presente en el epitelio del intestino delgado. Se cree que participa en la absorción y / o el metabolismo intracelular de la vitamina A. La vitamina A es una vitamina liposoluble necesaria para el crecimiento, la reproducción, la diferenciación de los tejidos epiteliales y la visión. La RBP2 también puede modular el suministro de ácido retinoico a los núcleos de las células endometriales durante el ciclo menstrual..